# NGC 7008
NGC 7008 je planetna maglica u zviježđu Labudu. 

## Vanjske poveznice
- (engl.) SEDS: NGC 7008
- (engl.) Hartmut Frommert: Revidirani Novi opći katalog
- (engl.) Izvangalaktička baza podataka NASA-e i IPAC-a
- (engl.) Astronomska baza podataka SIMBAD
- (engl.) VizieR
- DSS-ova slika NGC 7008  Arhivirana inačica izvorne stranice od 28. ožujka 2016. (Wayback Machine)
- (engl.) Auke Slotegraaf: NGC 7008 Deep Sky Observer's Companion
- (engl.) NGC 7008  Arhivirana inačica izvorne stranice od 29. prosinca 2015. (Wayback Machine) DSO-tražilica
- (engl.) Courtney Seligman: Objekti Novog općeg kataloga: NGC 7000 - 7049